# 维马拉纳共和国
维马拉纳共和国（法語：république du Vemarana），又称维马拉纳独立共和国（République indépendante de Vemarana），是1979年11月—1980年8月存在于圣埃斯皮里图岛的未受国际普遍承认国家。

维马拉纳共和国国旗

## 背景
圣埃斯皮里图岛的居民大多讲法语，他们曾多次尝试脱离英国和法国共管的新赫布里底群島共管地。
1957年12月27日，“纳戈里亚梅尔”运动及其领导人吉米·斯蒂文斯首次单方面宣布该岛独立。新赫布里底群島共管地殖民当局对此表示反对。
1973年，吉米·斯蒂文斯和“纳戈里亚梅尔”的其他成员创建了“维马拉纳”，他们将其作为“纳戈里亚梅尔”的政治部门，而使“纳戈里亚梅尔”专注于捍卫当地的土著习俗。乔治·克朗斯特德位于萨拉卡塔河畔的房子被选为“维马拉纳”的办公室。

## 经过
1979年11月14日，新赫布里底群島共管地独立日期临近，圣埃斯皮里图岛的“纳戈里亚梅尔”代表反对讲英语的瓦努阿库党支持的瓦努阿图独立计划，决定采取分离行动。吉米·斯蒂文斯、阿尔伯特·拉武蒂亚、乔治·克朗斯特德和阿尔弗雷德·马留共同宣布成立“维马拉纳共和国”。吉米·斯蒂文斯任总统，阿尔弗雷德·马留任总理（一说副总统）。分配的部长职务如下：拉武·潘潘负责财政部，蒂莫西·沃利斯负责内政，让·塞沃阿负责社会事务，詹姆斯·加雷·巴科负责外交、经济和外贸。
英国计划派遣军队到圣埃斯皮里图岛恢复秩序，但法国表示反对。1980年5月28日，圣埃斯皮里图岛的分离主义者占领了该岛的首府卢甘维尔，并在那里展示了维马拉纳共和国的旗帜。沃尔特·利尼领导的维拉港政府下令封锁该岛。1980年6月5日，吉米·斯蒂文斯正式就任总理并在卢甘维尔组建政府。
在与瓦努阿图政府（瓦努阿图于1980年7月30日独立）的谈判失败后，1980年8月17日—31日，巴布亚新几内亚军队受瓦努阿图总理沃尔特·利尼邀请，前往圣埃斯皮里图岛镇压分离主义运动。国际特赦组织谴责巴布亚新几内亚军队和瓦努阿图机动部队针对讲法语的平民的任意暴力和盗窃行为。
这场短暂的内战被称为“椰子战争”，叛乱分子的武器除了火器外还有弓箭。

## 后续
维马拉纳分离主义运动遭到镇压后，760人被捕，其中包括吉米·斯蒂文斯，他被判处14年监禁，于1991年8月19日获释。
圣埃斯皮里图岛的2000名法国人几乎全部被驱逐，其中包括混血的瓦努阿图议会议员乔治·克朗斯特德。代表维拉港选区的瓦努阿图议会议员、法国人盖伊·普雷沃也被驱逐出境。
1981年2月2日，法国驻瓦努阿图大使被驱逐出维拉港。同年10月，瓦努阿图与法国恢复外交关系。
迄今为止，圣埃斯皮里图岛仍是新赫布里底群岛的经济中心，但该岛为这场叛乱付出了高昂的代价，瓦努阿图的投资不断地流向维拉港。1985年后，岛上的居民主要讲英语。
“纳戈里亚梅尔”仍活跃于瓦努阿图政坛。